# Sorrento (Schiff)
Die Sorrento war eine RoRo-Fähre der italienischen Reederei Grimaldi Lines.

## Geschichte
Das Schiff wurde auf der italienischen Werft Cantiere Navale Visentini gebaut. Der Bauvertrag wurde am 14. Dezember 2001 geschlossen. Die Kiellegung des Schiffes erfolgte am 3. April 2002. Der Neubau wurde am 16. Juni 2003 abgeliefert. Das Schiff, Bestandteil der umfangreichen Visentini-Klasse, zu der auch die Norman Atlantic gehört, kam zunächst als Eurostar Valencia in Fahrt. Das Schiff ist ein Schwesterschiff der als Eurostar Salerno gebauten Catania. Beide Schiffe bilden die Bauserie P205.
Das Schiff war seit dem Bau für Grimaldi in Fahrt. 2006 wurde die Fähre in Sorrento umbenannt. Im Jahr 2015 war sie an die spanische Reederei Acciona-Trasmediterranea verchartert.

### Havarie 2015

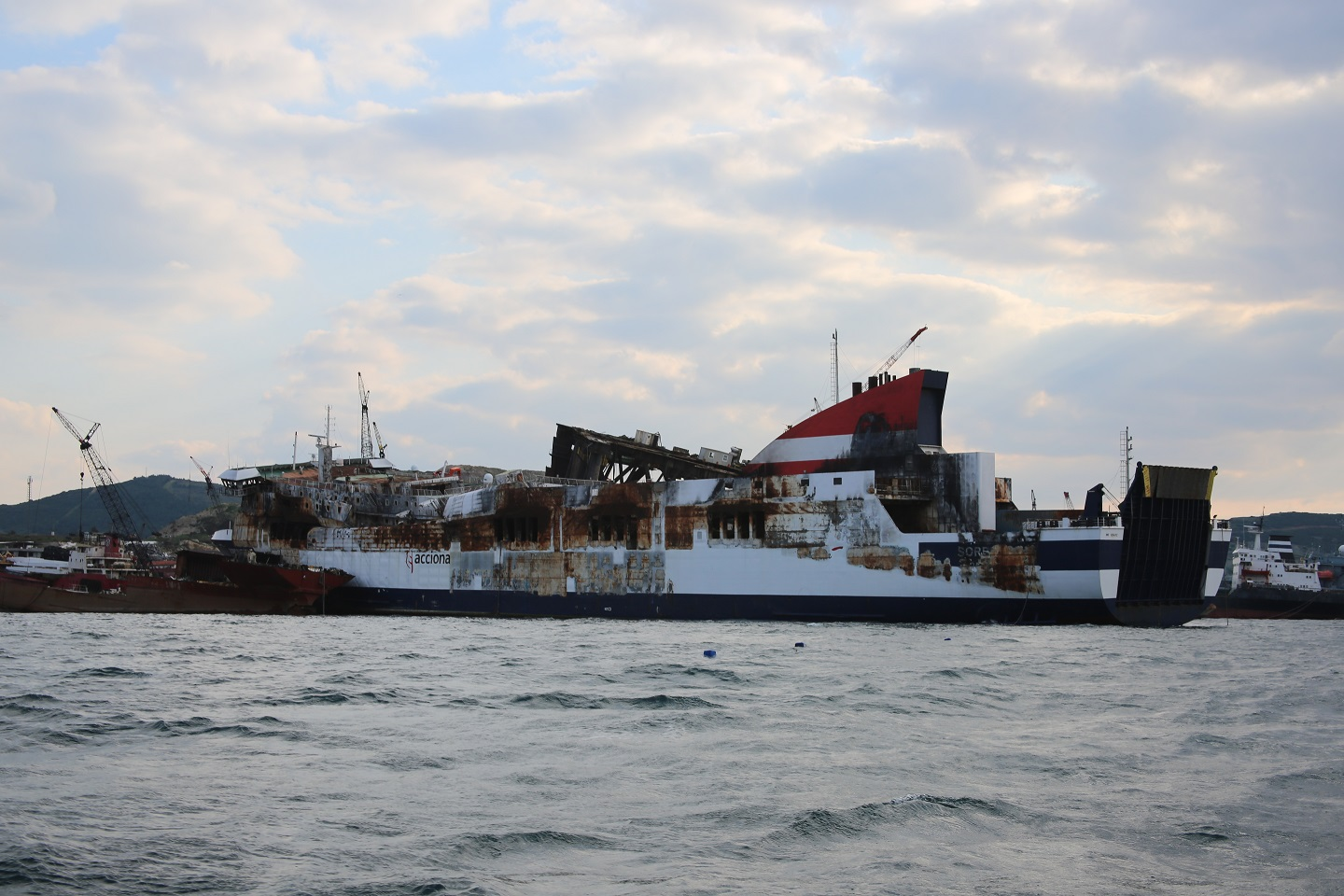
Die Sorrento beim Abbruch in Aliağa

Am 28. April 2015 brach auf der Sorrento, die auf der Strecke Palma de Mallorca – Valencia verkehrte, etwa 17 Seemeilen von der Küste Mallorcas entfernt ein Brand auf Deck 4 aus. Die spanische SAR-Organisation Salvamento Marítimo entsandte mehrere eigene Schiffe, unter anderem die Notschlepper Marta Mata, SAR Mesana sowie das SAR-Boot Salvamar Acrux an die Unfallstelle und beorderte die beiden in der Nähe befindlichen RoRo-Fähren Puglia (ebenfalls ein Schiff der Grimaldi Lines, das an eine spanische Reederei verchartert ist) und Visemar One (ein Schwesterschiff der Sorrento aus der P-271-Bauserie) zum Havaristen. Der Kapitän entschied, das Schiff zu evakuieren, da es der Besatzung nicht gelang, den Brand einzudämmen. Alle 157 Passagiere und 42 der 45 Besatzungsmitglieder (17 Italiener und 38 Spanier) wurden mit Rettungsbooten zur Puglia übergesetzt. Drei Besatzungsmitglieder, die eine Rauchvergiftung erlitten hatten, wurden mit einem ebenfalls entsandten Hubschrauber gerettet. Das havarierte Schiff wurde mit einer Geschwindigkeit von circa drei Knoten von einem kommerziellen Schlepper, begleitet vom Notschlepper Clara Campoamor des Salvamento Maritimo, in den Hafen von Sagunto geschleppt, wo es am 7. Mai 2015 ankam. Vorher war es von Spezialisten der Firma Smit Salvage für das Einschleppen vorbereitet worden. Im März 2016 traf das Schiff unter dem Namen Rento in Aliağa zum Abbruch ein.